# Bietenhausen
Bietenhausen ist ein Ortsteil der Gemeinde Rangendingen im baden-württembergischen Zollernalbkreis in Deutschland.
Der Ort liegt nördlich von Rangendingen an der Starzel.

## Geschichte
Bietenhausen gehörte zur Herrschaft Haigerloch und kam mit dieser 1381 zu Österreich. Im Jahr 1497 kam der Ort an die Grafen von Zollern.
Der Kirchbau St. Agatha (Bietenhausen) bietet ein Sandsteintympanon aus dem 12. Jahrhundert.
Bietenhausen und Höfendorf wurden am 1. April 1972 nach Rangendingen eingemeindet.